# NFL sezona 1922.
NFL sezona 1922. je 3. po redu sezona nacionalne lige američkog nogometa, prva nakon promjene imena lige iz APFA u NFL.
U sezoni 1922. natjecalo se ukupno 18 momčadi. Prvacima su proglašeni Canton Bulldogsi koji su sezonu završili neporaženi. Bulldogsima je to bio prvi naslov prvaka NFL-a.

## Poredak na kraju sezone
| Momčad                    | Pob | Por | Ner | %     |
| ------------------------- | --- | --- | --- | ----- |
| Canton Bulldogs*          | 10  | 0   | 2   | 100,0 |
| Chicago Bears             | 9   | 3   | 0   | 75,0  |
| Chicago Cardinals         | 8   | 3   | 0   | 72,7  |
| Toledo Maroons            | 5   | 2   | 2   | 71,4  |
| Rock Island Independents  | 4   | 2   | 1   | 66,7  |
| Racine Legion             | 6   | 4   | 1   | 60,0  |
| Dayton Triangles          | 4   | 3   | 1   | 57,1  |
| Green Bay Packers         | 4   | 3   | 3   | 57,1  |
| Buffalo All-Americans     | 5   | 4   | 1   | 55,6  |
| Akron Pros                | 3   | 5   | 2   | 37,5  |
| Milwaukee Badgers         | 2   | 4   | 3   | 33,3  |
| Oorang Indians            | 3   | 6   | 0   | 33,3  |
| Minneapolis Marines       | 1   | 3   | 0   | 25,0  |
| Louisville Brecks         | 1   | 3   | 0   | 25,0  |
| Evansville Crimson Giants | 0   | 3   | 0   | 0,0   |
| Rochester Jeffersons      | 0   | 4   | 1   | 0,0   |
| Hammond Pros              | 0   | 5   | 1   | 0,0   |
| Columbus Panhandles       | 0   | 8   | 0   | 0,0   |

Napomena: * - proglašeni prvacima, % - postotak pobjeda

## Vanjske poveznice
- Pro-Football-Reference.com, statistika sezone 1922. u NFL-u